# 道路協力団体
道路協力団体(どうろきょうりょくだんたい)とは、道路法第48条の60に規定された道路管理者と連携して道路の維持管理に協力する法人またはそれに準じる団体である。平成28年の道路法改正によって創設された制度である。
それ以前から道路管理者と連携しボランティアとして道路の維持管理に協力してきた団体があったが、それらを積極的に援助するために創設された。
業務は道路法第48条の61に以下のものが挙げられている。
1. 道路管理者に協力して、道路に関する工事又は道路の維持を行うこと。
歩道のバリアフリー化、道路の清掃、草刈り、植栽の維持等[2]
2. 前号に掲げるもののほか、安全かつ円滑な道路の交通の確保又は道路の通行者若しくは利用者の利便の増進に資する工作物件又は施設であつて国土交通省令で定めるものの設置又は管理を行うこと。
旗竿や、看板、駐輪場、ベンチやオープンカフェなどの飲食物販施設(など。これらには通常道路占用許可が必要になるが、道路管理者との協議のみで設置可能になり無余地性の規定が適用されなくなる。[2]
3. 道路の管理に関する情報又は資料を収集し、及び提供すること。
道路の不具合箇所、不法占用物件等の発見及び道路管理者への通報等 [2]
4. 道路の管理に関する調査研究を行うこと。
交通量調査や道の駅のニーズ調査など [2]
5. 道路の管理に関する知識の普及及び啓発を行うこと。
道路の管理に関する勉強会の開催や学校との連携を行うことなど [2]
6. 前各号に掲げる業務に附帯する業務を行うこと。

また、法第48条の65にある踏切道の改良に協力することも挙げられている。
指定要件としては、対象の地域で概ね5年程度の活動実績が必要とされている。
指定件数は令和四年の時点で直轄国道で40件、自治体で14件となっている。